# Случайное
Случа́йное — село в Шимановском районе Амурской области, Россия.
Входит в Петрушинский сельсовет.

## География
Село Случайное стоит на реке Пёра (Пёра, сливаясь с рекой Белава, образуют Большую Пёру).
Село Случайное расположено в 7 км к северо-западу от города Шимановск, на Транссибе.
Расстояние до административного центра Петрушинского сельсовета села Петруши — 12 км (расположено восточнее, дорога идёт через Шимановск).
От села Случайное в западном направлении идёт автодорога к станции Петруши.

## Топонимика
Название от того, что переселенцы по волею какого-то случая основали здесь село.

## Население
| 2002 | 2010 | 2012 | 2013 | 2014 | 2015 | 2016 |
| ---- | ---- | ---- | ---- | ---- | ---- | ---- |
| 4    | ↘0   | →0   | →0   | →0   | →0   | →0   |
| 2017 | 2018 |      |      |      |      |      |
| →0   | →0   |      |      |      |      |      |

## Инфраструктура
- Платформа 7714 км Забайкальской железной дороги.